# Kostel svatého Štěpána (Stari Grad)
Kostel svatého Štěpána ve Starém Gradu (chorvatsky: Crkva sv. Stjepana, pape u Starom Gradu) je barokní farní kostel města Stari Grad na ostrově Hvar v Chorvatsku. Je zasvěcen svatému Štěpánovi, papeži a mučedníku. Stojí na východní straně malého náměstí svatého Štěpána (Trg sv. Stjepana), v historickém centru města Stari Grad.

## Historie
Byl postaven v roce 1605 na místě staršího kostela, který byl zasvěcen rovněž svatému Štěpánovi. Ten byl postaven v 11./12. století, a sloužil jako sídelní kostel hvarského biskupa od roku 1147, kdy byla diecéze založena až roku 1278, kdy moc nad ostrovem převzala Benátská republika a biskupství bylo přemístěno do města Hvar. Kostel byl vážně poškozen během osmanského útoku admirála Uluç Ali na ostrov Hvar v roce 1571, po bitvě u Lepanta 7. října 1571.
Jakmile se město zotavilo z této devastace, ruiny staré katedrály a přilehlého biskupského paláce byly zbořeny a v roce 1605 začala stavba nového kostela.

## Architektura
Současný kostel ve stylu dalmatského baroka je trojlodní bazilika se čtvercovou apsidou, zbudovaná z kamene z blízkého ostrova Korčula. Tento kámen postupnou oxidací mění barvu na červenou-hnědou. Stavba je dílem místních řemeslníků. Hlavní portál ve středu západního průčelí, a pravděpodobně celé průčelí je práce Ivana Pomeniće z ostrova Korčula, který rovněž pracoval na stavbě katedrály svatého Štěpána ve městě Hvar.
Barokní průčelí má půlkruhový štít, velký střední portál a dva menší boční portály, které jsou dílem Marka Foretiće z Korčuly a rodinné dílny Skarpa ze Starého Gradu. Nad středním portálem je okno ve formě rozety.

## Interiér
Klenba lodi je vyzdobena štuky, které napodobují pozdně gotické žebrové klenby. Kostel má dřevěný chór a nachází se zde řada cenného vybavení od známých umělců. Kamenná křtitelnice z roku 1592 je dílem architekta a sochaře Tryfuna Bokaniće (1575 – 1609) z města Pučišća na ostrově Brač., hlavní oltář je dílem Benátské dílny Alessandra Tremignona z roku 1702. V severní lodi je dřevěný kříž ze 17. století na oltáře Svatého Kříže z černého mramoru, práce architekta a sochaře Andrea Bruttapelle (1728-1782) z roku 1773. V jižní lodi stojí oltář Svatého Antonína Paduánského z první poloviny 18. století a oltář z 19. století s postavami svatých Kosmy a Damiána a svaté Lucie. Vedle ní je nejcennější dílo v kostele, triptych benátského malíře Francesca di Gerolamo de Santacroce (1516-1584) zobrazující Pannu Marii, Svatého Jana Křtitele a Svatého Jeronýma.

## Zvonice
Zvonice stojí mimo kostel. Podle nápisu nad dveřmi byla dokončena v roce 1753. Další nápis v latině uvádí, že kamenné bloky spodní části věže byly součástí městských hradeb antického města Pharos, řeckého předchůdce dnešního Starého Gradu, a že brána do města byla v tomto místě. Ve zdi v přízemí je reliéf pocházející z 2. století našeho letopočtu, který znázorňuje římskou obchodní loď.

## Okolí
Jižně od kostela se nalézá kamenný reliéf Eróta, původně patrně náhrobek z doby antického osídlení.

## Galerie

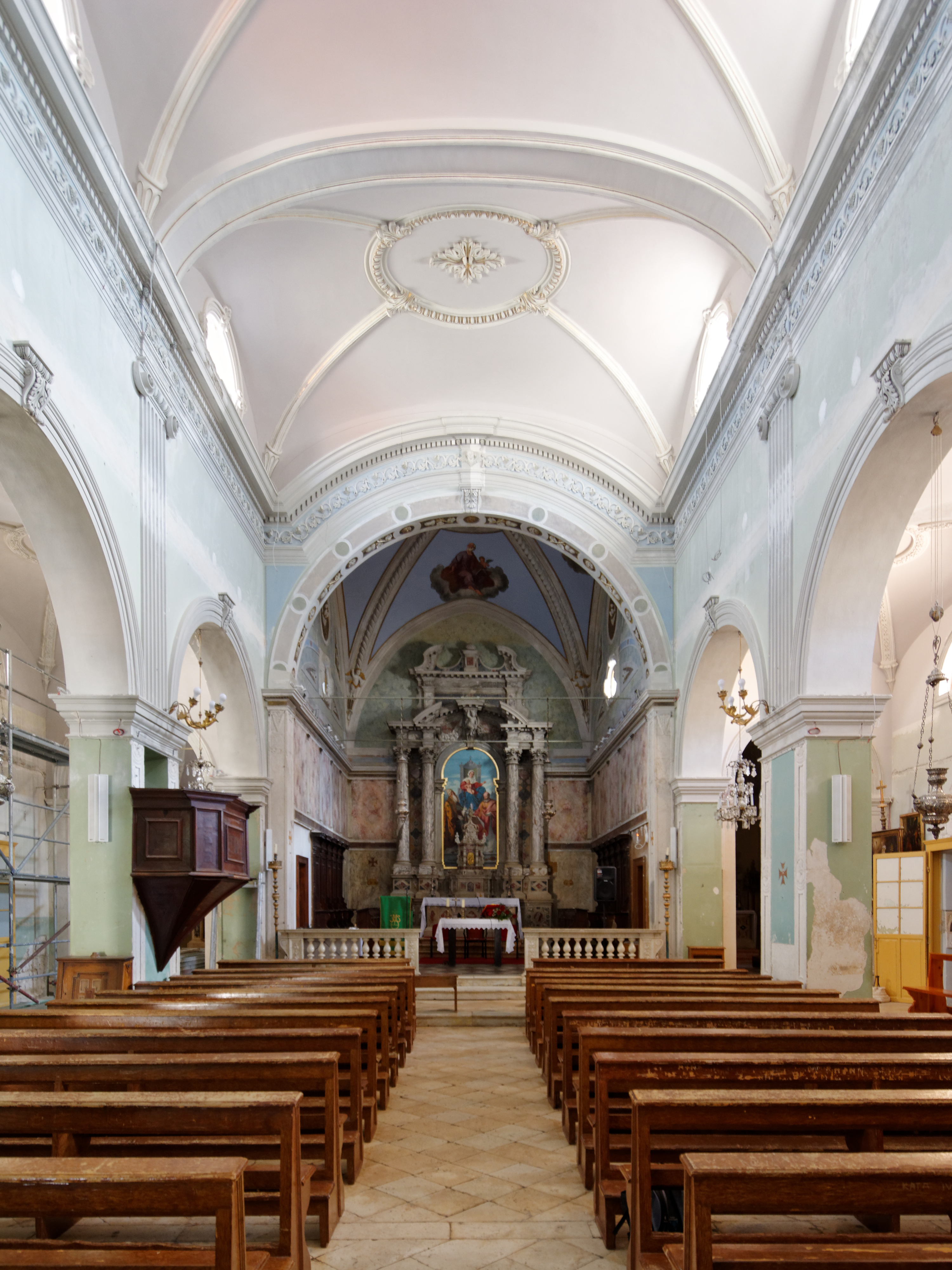
Interiér kostela. Hlavní loď, pohled ke kněžišti.
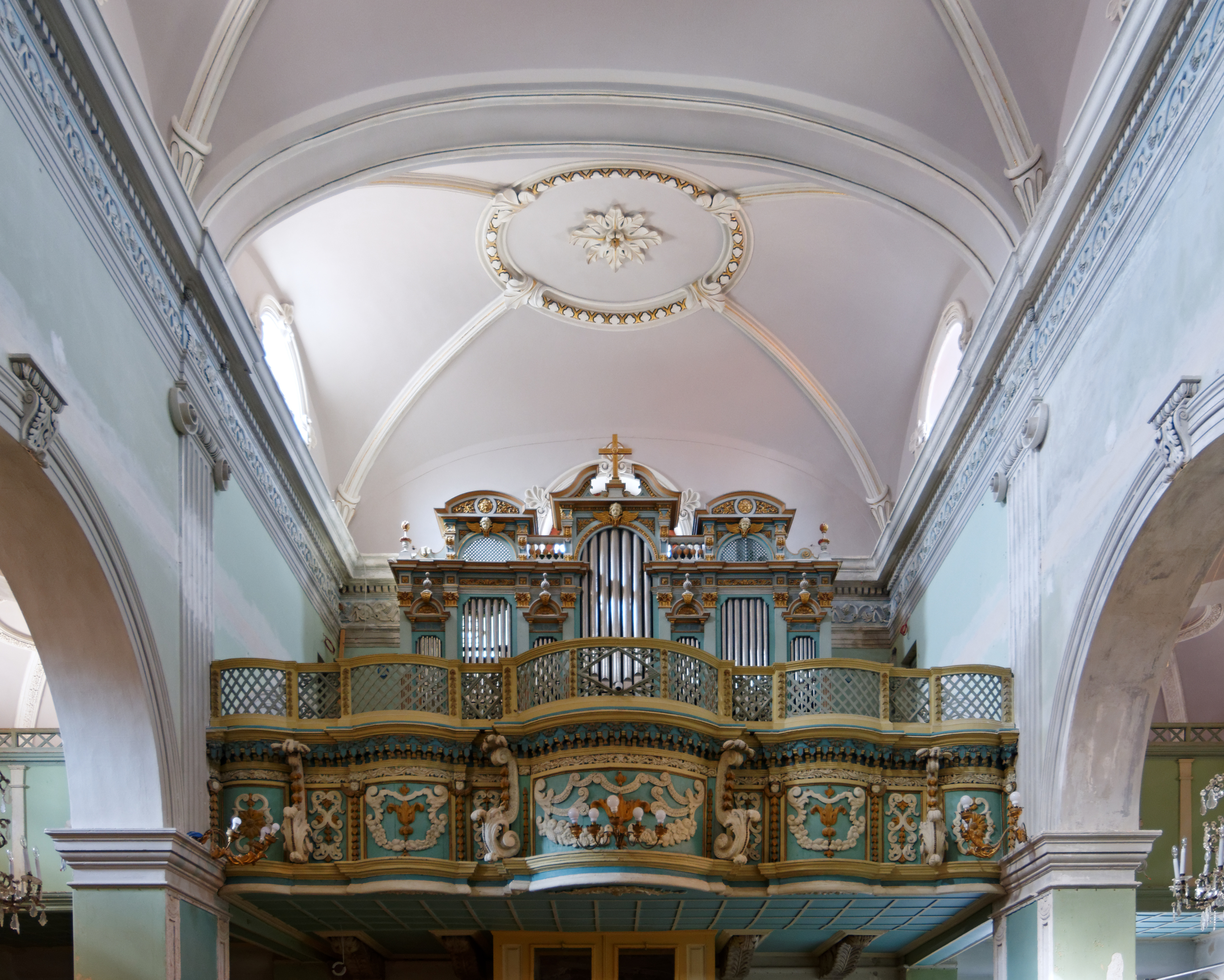
Hudební kruchta s varhanami.
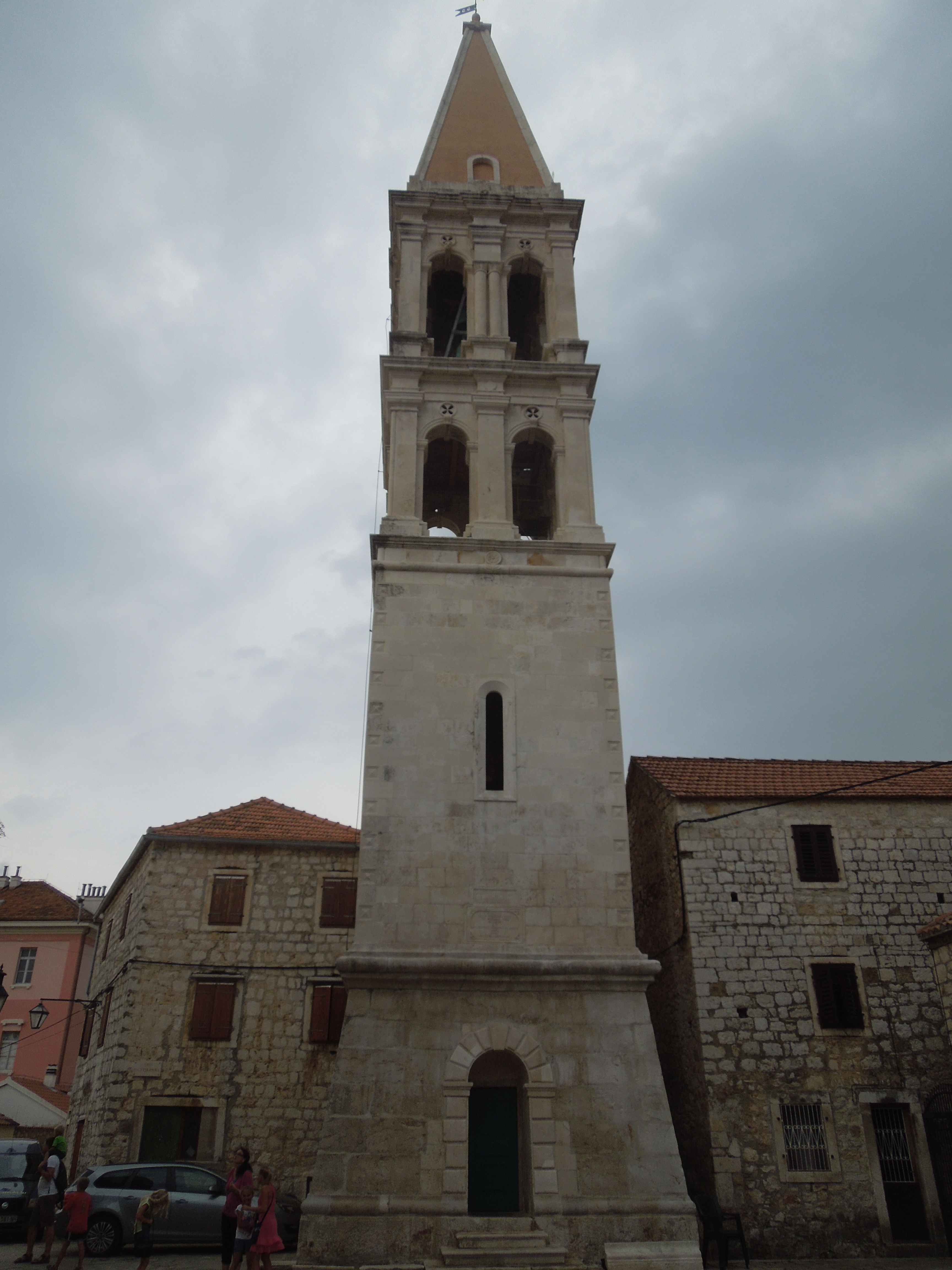
Zvonice kostela sv. Štěpána I., papeže
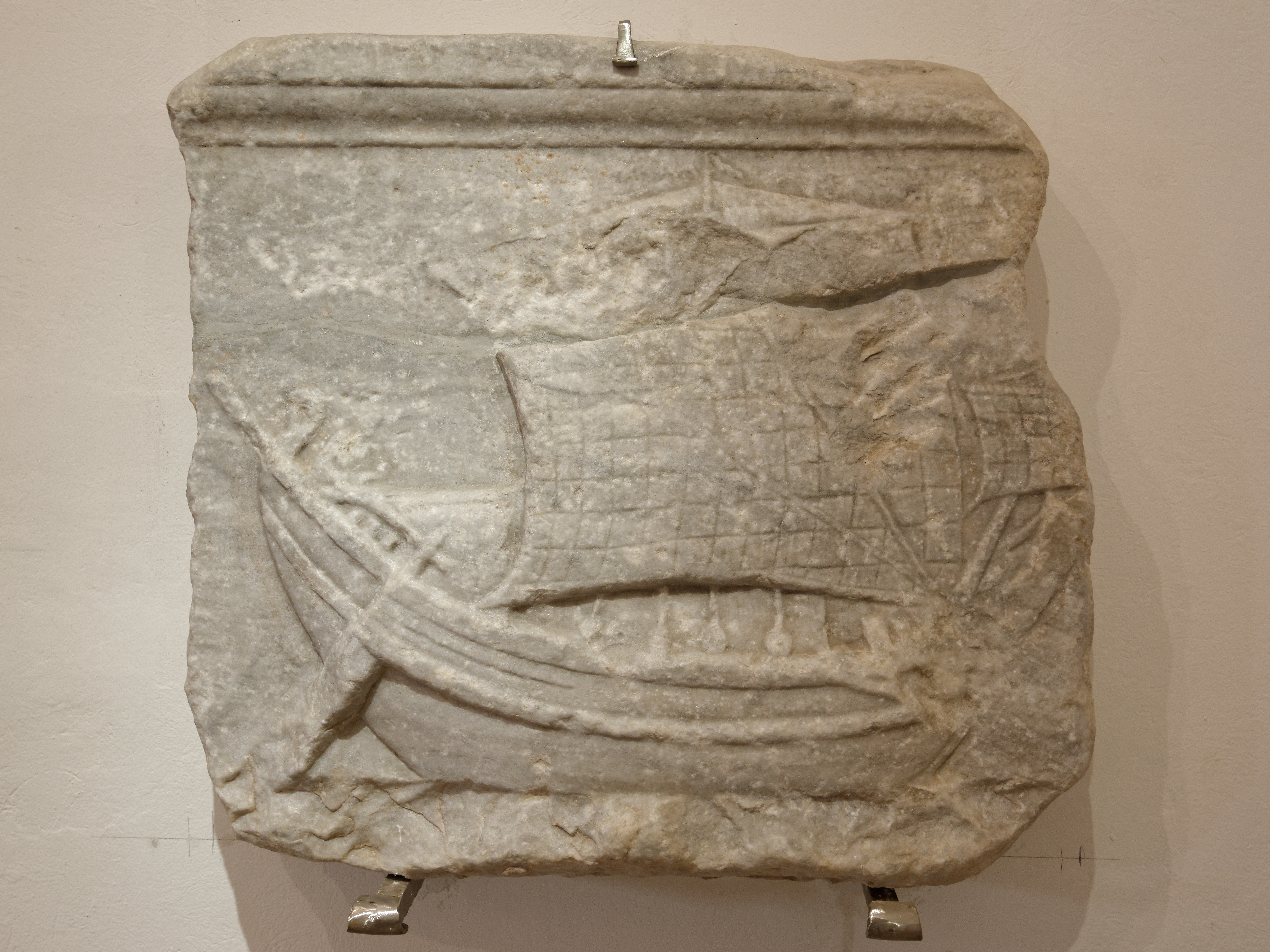
Reliéf římské lodi ze zvonice kostela sv. Štěpána I., papeže